# چشمه وقت و ساعت (جهان‌بین)

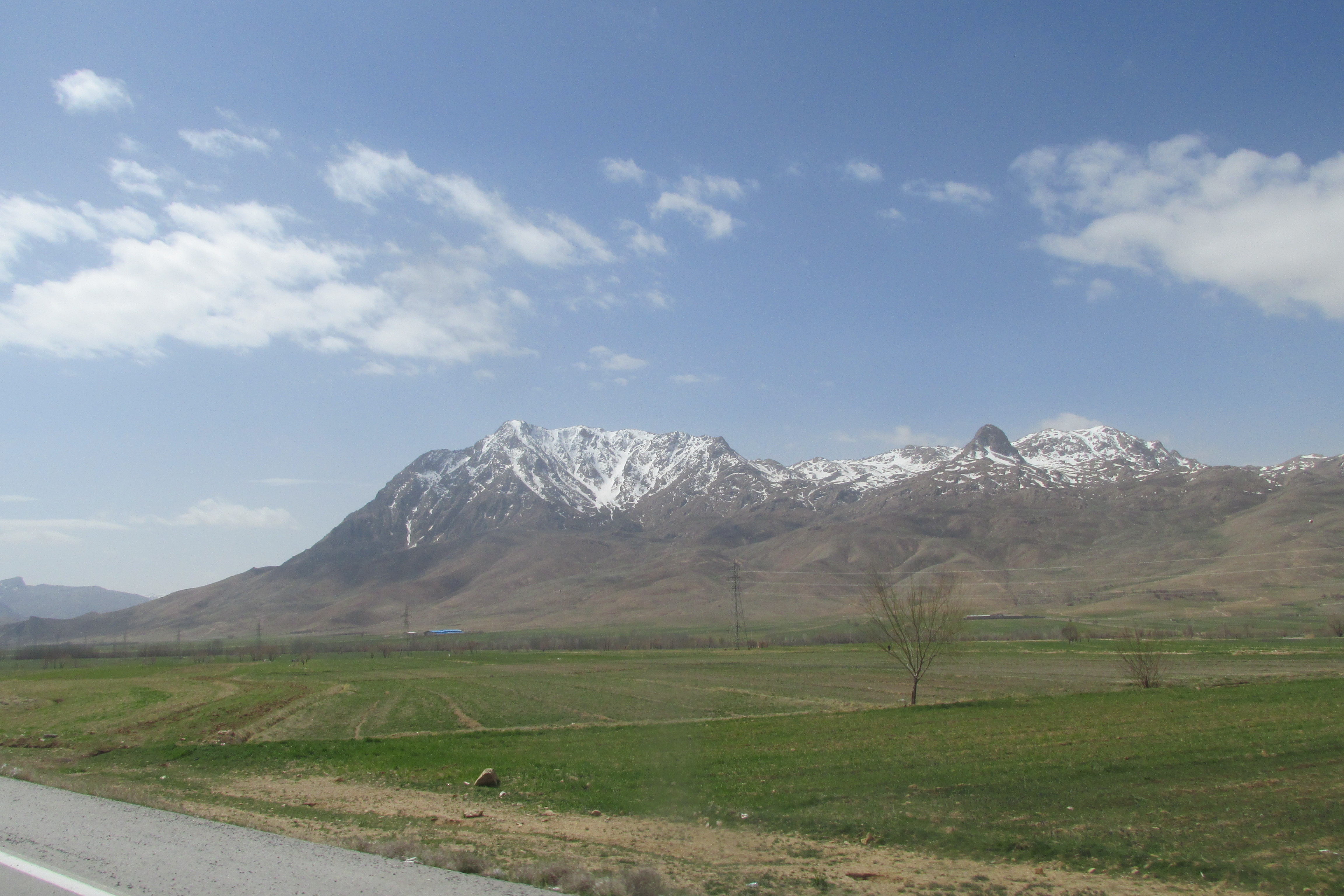
قله نای شمس‌آباد جهان‌بین

چشمه وقت و ساعت شمس‌آباد یکی از چشمه‌های واقع در دامنه کوه جهان بین هفشجان و در غرب روستای شمس‌آباد، شهرستان شهرکرد، استان چهارمحال و بختیاری است. این چشمه در فاصله ۳۵ کیلومتری شهرکرد و ۱۰ کیلومتری شهر هفشجان قرار دارد. علت نامگذاری وقت و ساعت به این دلیل است که آب این چشمه در طول روز ممکن است برای مدت ۲ تا ۳ ساعت قطع شود به گونه‌ای که هیچ اثری از آب در دهانه چشمه مشاهده نمی‌شود ولی با گذشت مدت زمانی به یک باره آب از دهانه این چشمه شروع به جوشش می‌کند و منظره زیبایی را به وجود می‌آورد.

## ثبت ملی
قدمت چشمه وقت و ساعت به قبل از دوران چهارم می‌رسد و جز چشمه‌های کارستی است که آب آن به صورت تناوبی خشک و پرآب می‌شود. این چشمه در تاریخ ۱۳۸۹/۱۱/۲۰، با شماره ثبت ۱۰۹ در فهرست ثبت آثار طبیعی ملی ایران قرار گرفته‌است.